# Melchior (bier)
Melchior is een Belgisch bier van hoge gisting.
Het bier wordt gebrouwen in Brouwerij Alvinne te Moen. Dit bier wordt enkel in de winter gebrouwen en behoort tot de “Driekoningen”-reeks: Melchior, Gaspar en Balthazar.

Er bestaan 2 varianten:
- Melchior, amberkleurig bier met een alcoholpercentage van 11%.
- Melchior Old Ale, amberkleurig bier met een alcoholpercentage van 11%. Dit is het winterbier Melchior, gedurende een jaar gelagerd op Calvados vaten.